# Forum Hadriani

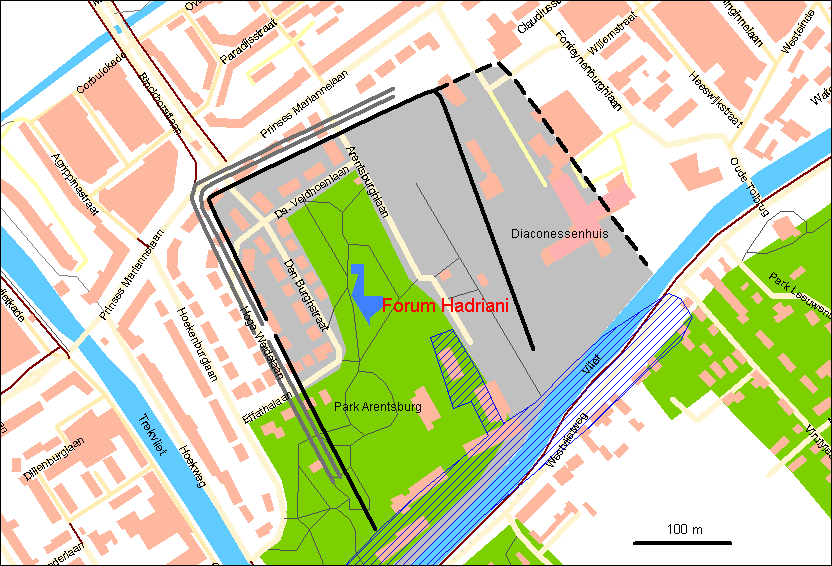
Localisation du Forum Hadriani dans l'actuelle ville de Voorburg.

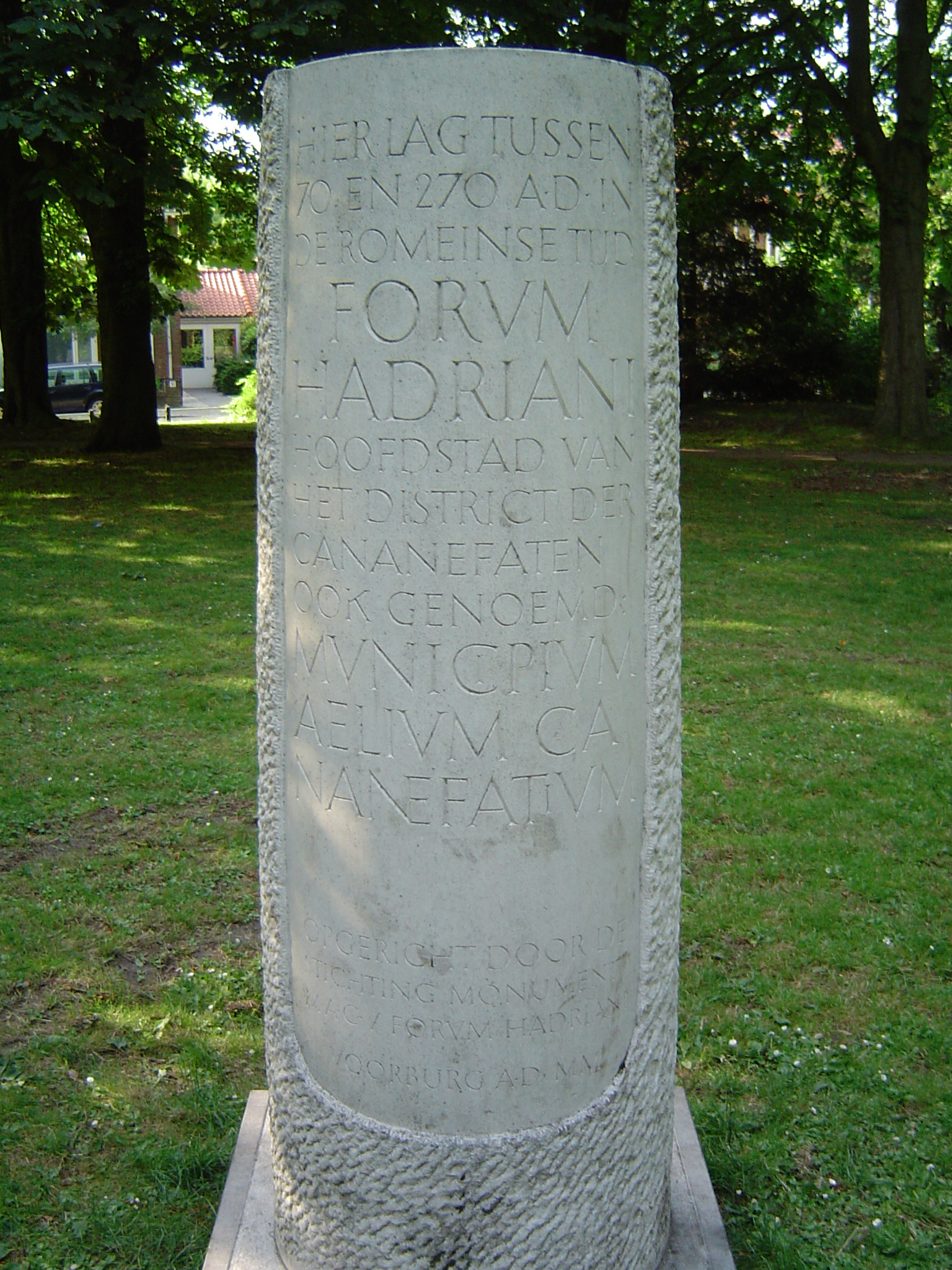
Stèle commémorative à l'emplacement du Forum Hadriani.

Forum Hadriani, capitale du peuple des Cananefates, est un vicus romain de la Germanie inférieure à proximité immédiate de l'actuel Voorburg en Hollande-Méridionale. Il s'agit de la deuxième plus vieille ville des Pays-Bas.

## Origines et développement

### Topographie
Forum Hadriani se trouve à mi-chemin entre le cours du Vieux Rhin et l'estuaire actuel de la Meuse, appelé au temps des Romains l’Helinium au centre de la ville moderne de Voorburg, près de La Haye, dans le parc Arent Burgh. Le site semble avoir été un lieu d'occupation protohistorique et des vestiges d'un oppidum celtique datant d'avant la conquête romaine y ont été mis au jour. La ville romaine à proprement parler n'est fondée que dans les années 70 ap. J.-C..

### Municipium Aelium CananefatiumouForum Hadriani?
La ville se situe le long de la Fossa Corbulonis, canal de navigation et d'approvisionnement en eau établi en 47 de notre ère par le général romain Gnaeus Domitius Corbulo et formant un raccourci pour joindre le Rhin et la Meuse. À la suite de la rébellion des Bataves au cours de laquelle les Cananefates participèrent, ces derniers se rallièrent à Rome, et devinrent une cité reconnue juridiquement par l'Empire. Elle est rapidement dotée du statut de Municipium : le Municipium Aelium Cananefatium, capitale du peuples des Cananefates. Au IIe siècle, elle reçoit le titre de Forum Hadriani, « Marché de l'empereur Hadrien », nom sous lequel elle est mentionnée sur la Table de Peutinger.
En 121 ap. J.-C., l'empereur Hadrien effectue un long voyage le long des frontières septentrionales et occidentales de l'Empire, au cours de laquelle il visite la petite bourgade, qu'il rebaptise pour l'occasion de son propre nom. Les deux noms se retrouvent de manière simultanée dans la documentation épigraphique et cartographique romaine, les bornes milliaires découvertes aux alentours comportant régulièrement la mention « M.A.C. », signifiant Municipium Aelium Cananefatium.

### Devenir dans l'Antiquité tardive
Le site connaît un probable abandon vers les années 270 de notre ère, du fait de l'humidification accrue des sols de la région et des épisodes de peste et des raids des peuples saxons sur le littoral hollandais et semble n'avoir pas été reconstruit lors de la restauration de la frontière par Constance Chlore au début du IVe siècle de notre ère.

### Redécouverte et exploration archéologique
Le site fait l'objet de découvertes ponctuelles dès le XVIIIe siècle, notamment dans le parc d'Arentsburgh, où l'on découvrit une exceptionnelle main de bronze appartenant à une statue monumentale, probablement équestre, représentant un empereur. La main servit d'ailleurs de modèle à Étienne Maurice Falconet pour la réalisation de la statue équestre de Pierre le Grand.
Les premières fouilles scientifiques de Forum Hadriani furent menées par Caspar Reuvens, entre 1827 et 1833, un des premiers professeurs d'archéologie au monde détenant une chaire à ce nom. Il meurt malheureusement avant d'avoir pu publier toutes ses recherches. De nouvelles fouilles sont menées par la suite entre 1908 et 1915, notamment par Jan Hendrik Holwerda, qui publie les résultats de son prédécesseur au sein d'une monographie parue en 1923,. Les résultats des fouilles anciennes et récentes sont présentés au musée Swaensteyn (nl) de Voorburg.

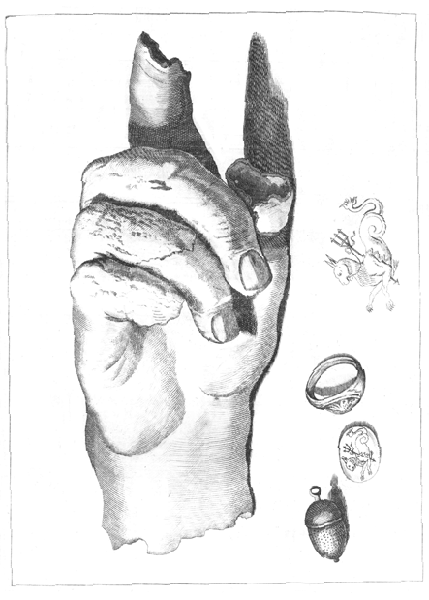
Dessin d'une main appartenant à une statue de bronze monumentale découverte à Forum Hadriani en 1771.
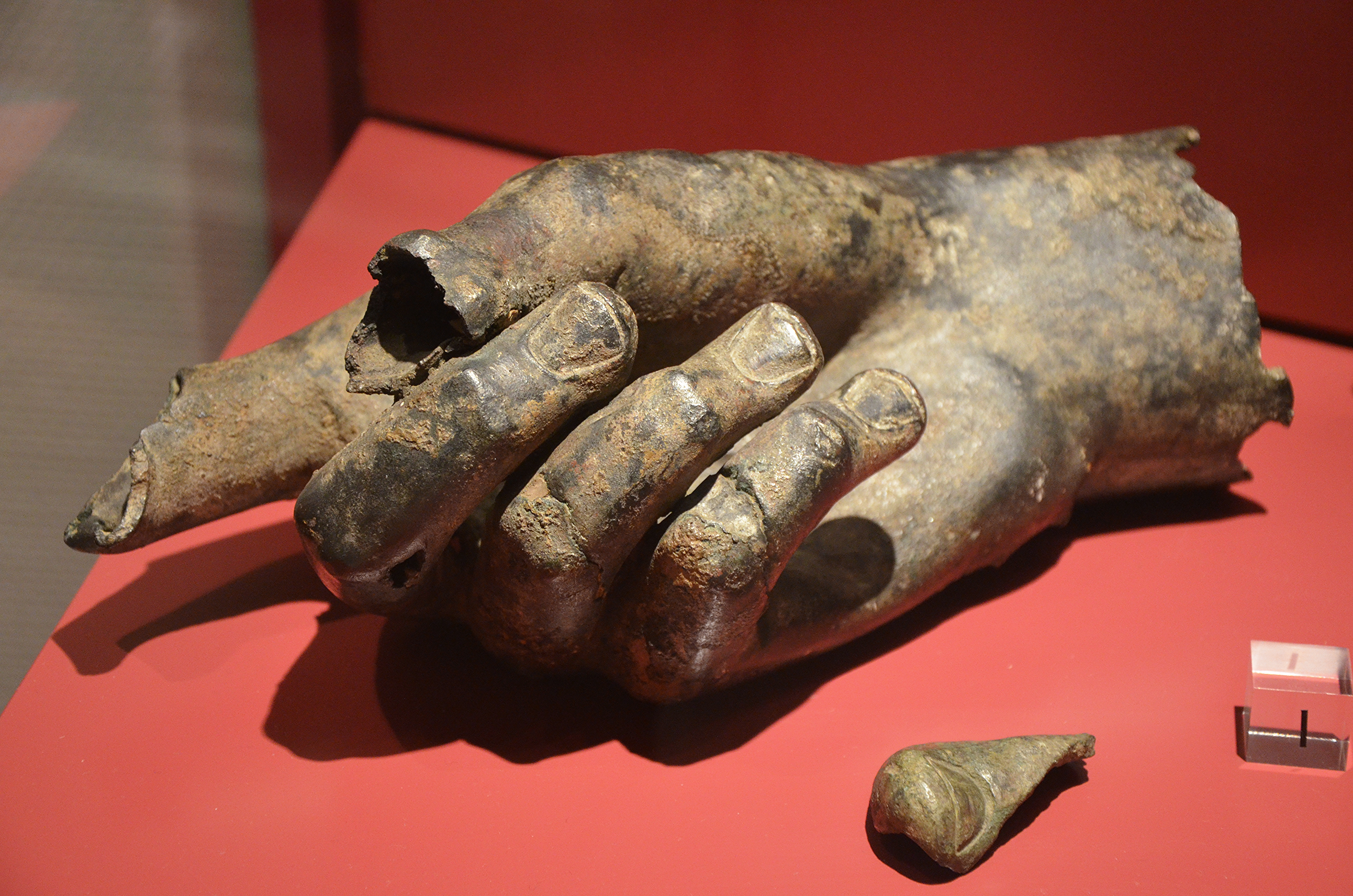
Fragments d'une statue monumentale en bronze du IIe siècle ap. J.-C. découverte à Forum Hadriani (musée de Voorburg).
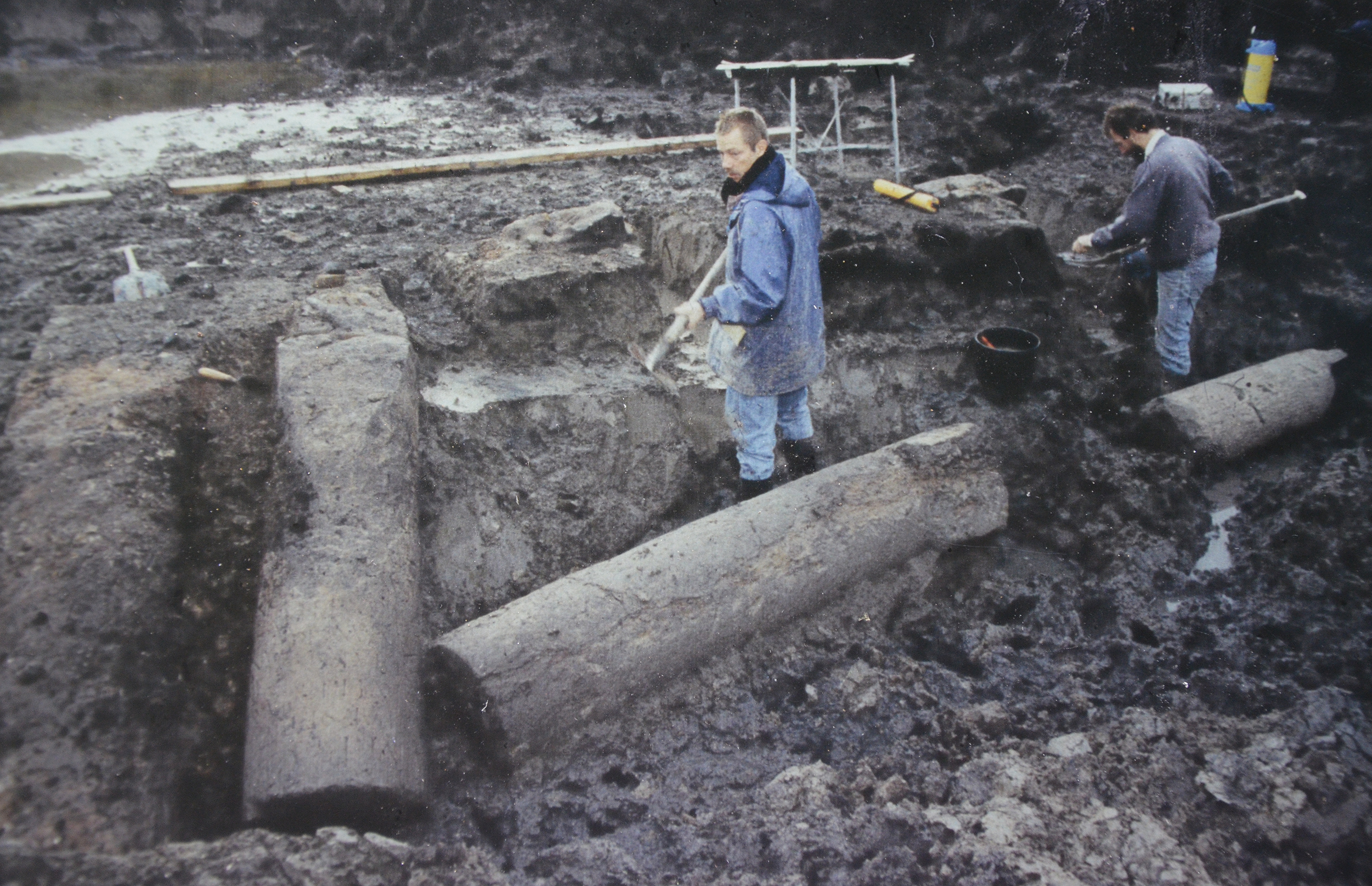
Fouilles archéologiques menées à Forum Hadriani.
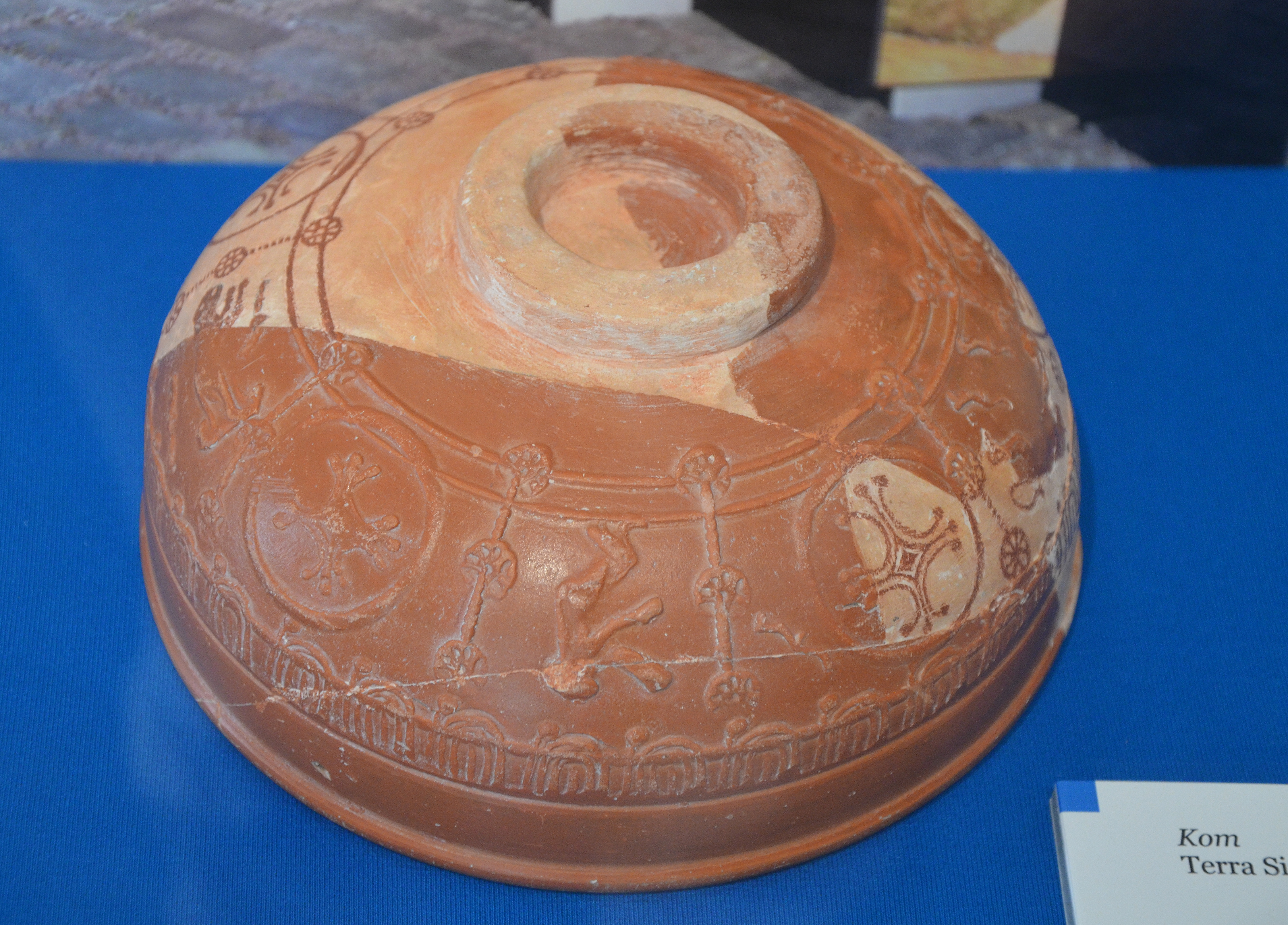
Bol en céramique sigillée découvert sur le site de Forum Hadriani.
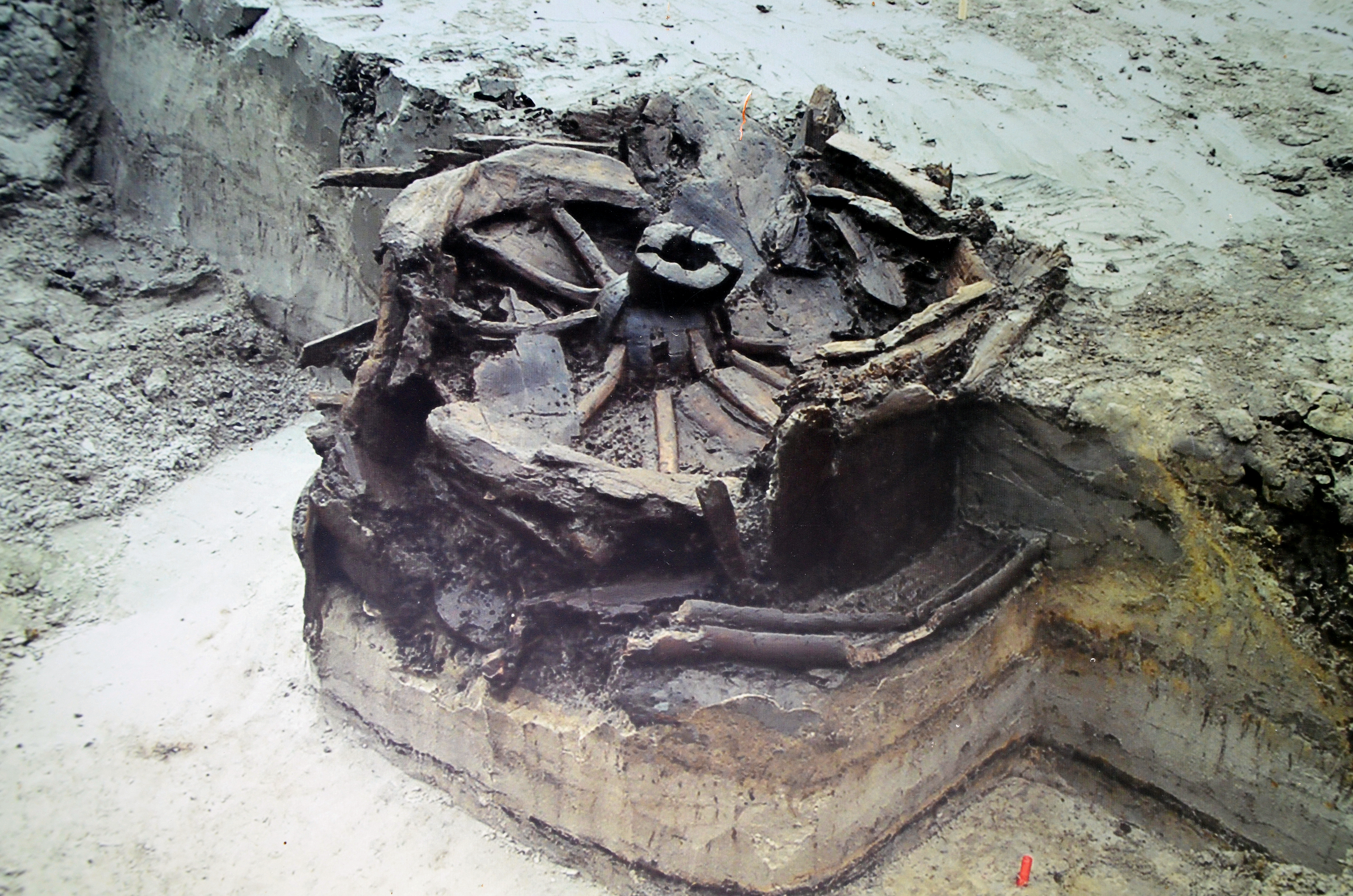
Roues d'un char romain découvertes lors de fouilles archéologiques à Forum Hadriani.